# Maurice Bulbulian
Maurice Bulbulian (Montreal, Quebec, 22 de junio de 1938) es un realizador, productor, guionista y actor canadiense.  A lo largo de su trayectoria ha formado parte de la National Film Board de Canadá (NFB o ONF).

## Trayectoria
Bulbulian formó parte del Consejo Nacional de Investigación de Canadá, hasta su incorporación a la NFB. En la NFB se integró al programa Challenge for Change para la realización de su ópera prima La P'tite Bourgogne de 1968, trabajo en el cual se registran las implicaciones sociales de un proyecto de renovación urbana en el barrio La Pequeña Borgoña de su ciudad natal. En concordancia con el programa Challenge for Change, la mayor parte de la obra de Bulbulian ha ido encaminada en la investigación y participación social, así como en el diálogo con las personas cuyas vidas son documentadas.
Entre las temáticas abordadas en los documentales de Bulbulian destaca la de los pueblos indígenas de Canadá. Asimismo, entre los años de 1973 y 1974 filmó y produjo Richesse des autres (La Riqueza de los otros) y Salvador Allende Gossens: un témoignage (Salvador Allende Gossens: un testimonio) acerca del gobierno de Unidad Popular en Chile encabezado por Salvador Allende. En México, gracias a un convenio de colaboración entre la NFB y la Secretaría de Educación Pública a través del Centro de Producción de Cortometraje, realizó los documentales Tierra y Libertad y Les Délaissés (Adolescencia Marginal) sobre el movimiento urbano popular llamado Tierra y Libertad y el consumo de sustancias tóxicas de jóvenes e infantes respectivamente; ambos casos en la ciudad de Monterrey, Nuevo León. Mientras que Tierra y Libertad llegó a conocerse en México y Canadá, Les Délaissés fue censurado debido a su temática.
En 1999 Bulbulian recibió el M. Joan Chalmers Documentarian Award otorgado por el Consejo de las Artes de Ontario y la Chalmers Family Fund gracias a su trabajo The Nitinaht Chronicles.
En la actualidad reside en la ciudad de Saint-Sauver en Quebec.

## Filmografía

### Como realizador
- 1968: La P'tite Bourgoge[1][12]
- 1970: Un lendemain comme hier
- 1971: En ce jour mémorable
- 1972: Dans nos forêts
- 1973: Richesse des autres
- 1974: Salvador Allende Gossens: un témoignage
- 1974: La Revanche
- 1977: On the Tobacco Road
- 1978: Tierra y libertad
- 1978: Les Délaissés (Adolescencia marginal)
- 1978: Ameshkuatan - Les sorties du castor
- 1982: Cissin... 5 ans plus tard
- 1982: Debout sur leur terre
- 1985: Sur nos propres forces
- 1987: L'Art de tourner en rond - 1re partie
- 1987: L'Art de tourner en rond - 2e partie
- 1993: L'Indien et la Mer
- 1997: Chroniques de Nitinaht